# GP Denain 1970
De 12e editie van de wielerwedstrijd GP Denain werd gehouden op 31 maart 1970. De start en finish vonden plaats in Denain in het Franse Noorderdepartement. Op het podium stond de Belgische winnaar Christian Callens naast zijn landgenoot Émile Bodart en de Fransman José Catieau.

## Uitslag
| GP Denain 1970 |                     |                          |      |
| Plaats         | Naam                | Ploeg                    | tijd |
| Winnaar        | Christian Callens   | Dr Mann-Grundig          |      |
| 2              | Émile Bodart        | Flandria-Mars            |      |
| 3              | José Catieau        | Sonolor-Lejeune          |      |
| 4              | Eric Demunster      | Geens-Watney-Diamant     |      |
| 5              | Willy Demol         | Geens-Watney-Diamant     |      |
| 6              | Roland Van De Rijse | Hertekamp-Magniflex-Novy |      |
| 7              | Marc Lievens        | Flandria-Mars            |      |
| 8              | Claude Guyot        | Sonolor-Lejeune          |      |
| 9              | Piet de Wit         | Caballero-Laurens        |      |
| 10             | J.P. Meihy          |                          |      |

1959 · 1960 · 1961 · 1962 · 1963 · 1964 · 1965 · 1966 · 1967 · 1968 · 1969 · 1970 · 1971 · 1972 · 1973 · 1974 · 1975 · 1976 · 1977 · 1978 · 1979 · 1980 · 1981 · 1982 · 1983 · 1984 · 1985 · 1986 · 1987 · 1988 · 1989 · 1990 · 1991 · 1992 · 1993 · 1994 · 1995 · 1996 · 1997 · 1998 · 1999 · 2000 · 2001 · 2002 · 2003 · 2004 · 2005 · 2006 · 2007 · 2008 · 2009 · 2010 · 2011 · 2012 · 2013 · 2014 · 2015 · 2016 · 2017 · 2018 · 2019 · 2020 · 2021 · 2022 · 2023 · 2024 · 2025